# Kobiety nam wybaczą
Kobiety nam wybaczą – singel Wojciecha Waglewskiego, Lecha Janerki, Spiętego, Fisza i Leszka Możdżera, wydany w 2011 roku w ramach trasy koncertowej Męskie Granie 2011.

## Kompozycja
Autorem muzyki jest dyrektor artystyczny projektu - Wojciech Waglewski. Obok Wojciecha Waglewskiego (wokal, gitara) można w nim usłyszeć Fisza (wokal), Lecha Janerkę (wokal), Spiętego (wokal), Leszka Możdżera (fortepian), Karima Martusewicza (bas) oraz Piotra 'Stopę' Żyżelewicza (perkusja).
Tegorocznym wyzwaniem dla artystów było napisanie tekstu do tego utworu. Wojciech Waglewski wysłał stworzone przez siebie zwrotki do Lecha Janerki, który miał dopisać własny fragment do już istniejącego i 'podać dalej' (do Spiętego i Fisza).
W ten właśnie sposób powstał oryginalny tekst, który stanowi okazję do niezłej zabawy. Można szukać w piosence sparafrazowanych tytułów utworów swoich idoli. 'Jezu, jak mi dobrze' - śpiewa na przykład Waglewski, podczas gdy Janerka rymuje o... snopowiązałce (nawiązując w ten sposób do jednego z najbardziej znanych utworów Voo Voo).

## Twórcy
- Muzyka: Wojciech Waglewski
- Tekst: Wojciech Waglewski, Lech Janerka, Spięty, Fisz
- Wokal: Wojciech Waglewski, Lech Janerka, Spięty, Fisz
- Gitara: Wojciech Waglewski
- Bas: Karim Martusewicz
- Perkusja: Piotr "Stopa" Żyżelewicz
- Fortepian: Leszek Możdżer
- Mix i relalizacja nagrań - Piotr "Dziki" Chancewicz, Mediastudio
- Mastering - Leszek Kamiński